# 宇文盛 (越王)
宇文盛（554年—580年8月25日），字立久突，代郡武川镇（今内蒙古自治区呼和浩特市武川县）人，追尊周文帝宇文泰第十二子，北周宗室、官员。

## 生平
武成元年九月辛未（559年11月2日），宇文盛封越国公，食邑一万户。天和六年秋七月乙丑（571年8月25日），大将军、越国公宇文盛进位柱国。建德元年三月丙辰（572年4月12日），周武帝宇文邕杀死宇文护，当时宇文护的世子宇文训担任蒲州刺史，周武帝在当夜派遣宇文盛乘坐驿车前往蒲州征召宇文训回京城，返回路上到达同州，赐令宇文训自杀。
建德三年正月壬戌（574年2月7日），宇文盛进封越王。建德四年七月丁丑（575年8月16日），北周讨伐北齐，宇文盛出任后路第一军总管。建德五年十月己酉（576年11月10日），周武帝再度讨伐北齐，宇文盛出任右路第一军总管。宇文盛率领的军队攻克了高显等几座城池。并州平定后，宇文盛于建德五年十二月丙寅（577年1月26日）进位上柱国。宇文盛之后又跟随平定了邺城，于建德六年正月丙申（577年2月25日）出任相州总管。当年汾州稽胡起兵叛乱，宇文盛和谯王宇文俭出任总管，出兵进攻，受大内史王谊调度指挥。宣政元年（578年）二月乙丑，宇文盛入朝出任大冢宰。九月，汾州稽胡刘受逻干谋反，周宣帝宇文贇诏令宇文盛出任行军元帅，率领各路军队讨伐平定了刘受逻干。大成元年元年春正月癸巳（579年2月12日），北周初次设置四辅的官职，宇文盛出任大前疑。大象元年二月戊子（579年4月8日），宇文盛转任太保。大象元年五月辛亥（579年6月30日），周静帝宇文阐诏令以丰州武当郡、安富郡二郡作为越国封给宇文盛，食邑一万户，宇文盛出朝前往封国。
大象二年（580年），太上皇宇文赟病重，五月丁未（580年6月20日），杨坚担心北周诸王在外发生变动，千金公主将要外嫁突厥为理由，征召赵王宇文招、陈王宇文纯、越王宇文盛、代王宇文达、滕王宇文逌五王前往京城，六月戊午（580年7月1日），宇文盛等人到达京城朝见，宇文赟已经去世。七月庚子（580年8月12日），周静帝诏令越王宇文盛上朝时不用小步快走，可以穿鞋佩剑上殿。七月壬子（580年8月24日），杨坚诬告宇文盛与赵王宇文招谋反，宇文盛于七月乙酉朔廿九日癸丑（580年8月25日）在私人住宅中被害，时年虚岁廿七，五个儿子宇文忱、宇文悰、宇文恢、宇文懫、宇文忻也被害死。十月癸丑朔廿日壬申（580年11月12日），周静帝诏令将宇文盛葬于洪渡乡洪坡里，朝廷赠予越国公，谥号野，封国被撤除。

## 家庭

### 王妃
- 贺若突厥，右卫大将军、散骑常侍、兖谯恒三州刺史、司空、当亭公贺若统孙女，上柱国、海陵公、灵州总管贺若谊之女，虚龄十二岁嫁给宇文盛，拜越王妃。开皇九年改嫁独孤罗，封赵国夫人[46]